# Platyrhacus gualaquizensis
Platyrhacus gualaquizensis är en mångfotingart som först beskrevs av Filippo Silvestri 1897.  Platyrhacus gualaquizensis ingår i släktet Platyrhacus och familjen Platyrhacidae. Inga underarter finns listade i Catalogue of Life.